# Mokrá Lúka
Mokrá Lúka es un municipio del distrito de Revúca en la región de Banská Bystrica, Eslovaquia, con una población estimada a final del año 2024 de 545 habitantes.
Se encuentra ubicado al este de la región, en la cuenca hidrográfica del río Sajó —un afluente derecho del río Tisza— y cerca de la frontera con la región de Košice.

## Demografía
| Año        | 1994 | 2004     | 2014    | 2024    |
| ---------- | ---- | -------- | ------- | ------- |
| Población  | 458  | 536      | 513     | 545     |
| Diferencia |      | +17,03 % | −4,29 % | +6,23 % |

| Año        | 2023 | 2024    |
| ---------- | ---- | ------- |
| Población  | 557  | 545     |
| Diferencia |      | −2,15 % |